# Album de Karl Höcker

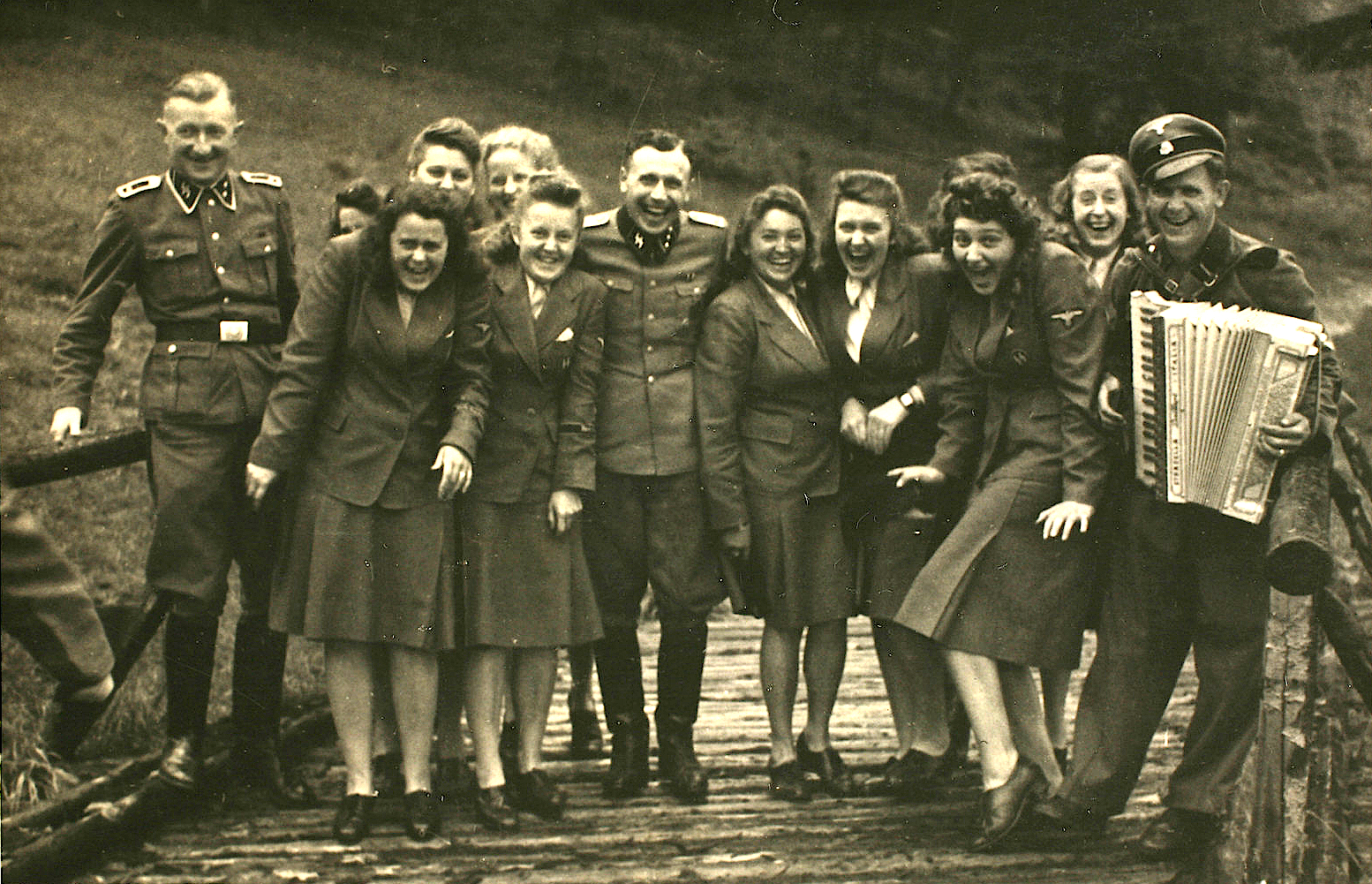
La légende de la photographie de l'Album de Karl Höcker (qui est au centre de la photographie) : Une pluie dans un ciel clair.

L'album de Karl Höcker est une collection de photographies qui auraient été recueillies par Karl-Friedrich Höcker, un officier de la SS pendant le régime nazi en Allemagne.

## Histoire
L'album est transmis après-guerre au United States Holocaust Memorial Museum, qui le rend public en 2007.
Il contient plus d'une centaine d'images de la vie et les conditions de vie des officiers et des administrateurs qui dirigeaient le camp d'Auschwitz-Birkenau. Ces photos sont des exemples uniques en leur genre. L'album, considéré comme un document indispensable sur la Shoah, se trouve dans les archives du United States Holocaust Memorial Museum (USHMM)  à Washington DC,.

## Voir également